# 8 Марта (Узловский район)
8 Марта — посёлок в Узловском районе Тульской области России.
В рамках административно-территориального устройства относится к Каменской сельской администрации Узловского района, в рамках организации местного самоуправления входит в Каменецкое сельское поселение.

## География
Расположен в 2 км к юго-востоку от железнодорожной станции Узловая I (города Узловая).

## Население
| 2002 | 2010 |
| ---- | ---- |
| 146  | ↘131 |

Население — 131 чел. (2010).